# Dallas Texans (AFL)
Die Dallas Texans waren ein Arena-Football-Team aus Dallas, Texas, das in der Arena Football League (AFL) spielte. Ihre Heimspiele trugen die Texans in der Reunion Arena aus.

## Geschichte
Die Texans wurden 1990 von dem amerikanischen Geschäftsmann H. Lanier Richey gegründet und spielten in der AFL.
In ihrer Geschichte erreichten die Texans drei Mal die Playoffs. Gleich in ihrer ersten Saison gelang der Einzug in das ArenaBowl-Finale, dies wurde allerdings mit 27:51 gegen die Denver Dynamite verloren.
Die Texans lösten sich Ende 1993, aufgrund von Zuschauerrückgängen, auf. Sie waren das erste von insgesamt vier AFL-Franchises in der Metropolregion Dallas-Fort Worth. Später sollten dort ebenfalls die Fort Worth Cavalry, Dallas Desperados und Dallas Vigilantes beheimatet sein.

## Saisonstatistiken
| Jahr | Team          | Liga | S | N | Playoffs erreicht | Playoffrunde                                                                   |
| ---- | ------------- | ---- | - | - | ----------------- | ------------------------------------------------------------------------------ |
| 1990 | Dallas Texans | AFL  | 6 | 2 | ja                | S Halbfinale gg. Denver Dynamite 26:25 N ArenaBowl gg. Detroit Drive 27:51     |
| 1991 | Dallas Texans | AFL  | 4 | 6 | nein              |                                                                                |
| 1992 | Dallas Texans | AFL  | 5 | 5 | ja                | S Viertelfinale gg. Albany Firebirds 48:45 N Halbfinale gg Detroit Drive 14:57 |
| 1993 | Dallas Texans | AFL  | 3 | 9 | ja                | N Viertelfinale gg. Detroit Drive 6:51                                         |

## Zuschauerentwicklung
| Jahr | Team          | Zuschauerdurchschnitt |
| ---- | ------------- | --------------------- |
| 1990 | Dallas Texans | 12.413                |
| 1991 | Dallas Texans | 7.796                 |
| 1992 | Dallas Texans | 6.271                 |
| 1993 | Dallas Texans | 8.429                 |